# Penetralia
Penetralia är det svenska death metal-bandet Hypocrisys debutalbum, släppt 1992. Digipackutgåvan innehåller även bonusspåren "Life of Filth" (från samlingsalbumet Death... Is Just the Beginning II) och "Lead by Satanism". Trumspelet tillskrivs omväxlande Lars Szöke och Peter Tägtgren på olika spår, men rykten gör gällande att en trummaskin användes.

## Låtlista
1. "Impotent God" − 3:49
2. "Suffering Souls" − 3:27
3. "Nightmare" − 4:29
4. "Jesus Fall" − 3:28
5. "God is a Lie" − 2:59
6. "Left to Rot" − 3:34
7. "Burn by the Cross" − 4:47
8. "To Escape is to Die" − 3:54
9. "Take the Throne" − 5:21
10. "Penetralia" − 6:34

## Medverkande

### Musiker
- Masse Broberg − sång
- Peter Tägtgren − gitarr, sång på "Penetralia"
- Mikael Hedlund − bas
- Jonas Österberg − gitarr
- Lars Szöke − trummor

### Övriga
- Dan Seagrave − omslagsdesign